# Stora Dammsjön, Halland
Stora Dammsjön är en sjö i Varbergs kommun i Halland och ingår i Viskans huvudavrinningsområde.